# Vuorineuvos
Conseiller des mines (finnois : vuorineuvos, suédois : bergsråd) est un titre honorifique décerné par le Président de la République de Finlande à des personnalités de l'industrie et du commerce. 
Le titre est honorifique et ne comporte ni responsabilités ni privilèges, il est non héréditaire. 
Le seul titre de rang égal est celui de Conseiller d'État (finnois : valtioneuvos).

## Histoire
Le titre de conseiller des mines prend son origine à la fin du XVIIIe siècle en Suède quand les mines jouaient un rôle économique important.

À l'époque de la Finlande sous domination suédoise, cinq finlandais ont reçu le titre.
De 1809 à 1917, dans le Grand-duché de Finlande, 19 titres ont été décernés à des Finlandais.
Le premier récipiendaire du titre dans la Finlande indépendante est le Baron Fridolf Hisinger, le 17 juillet 1918.

La délivrance du titre a évolué pour comprendre non seulement des géants de l'industrie minière mais aussi des personnalités remarquables de l'industrie et du commerce.
En 2010, le titre avait été décerné à 295 personnes.
Les récipiendaires sont le plus souvent des directeurs généraux ou des présidents du conseil d'administration de grandes sociétés.

En 2007, le titre n'avait encore été donné qu'à une seule femme Irja Ketonen, la propriétaire principale et Directeur général du groupe Turun Sanomat.